# Alcides Rodrigues
Alcides Rodrigues Filho (Santa Helena de Goiás, 8 de outubro de 1950) é um médico e político brasileiro, filiado ao Partido Renovação Democrática (PRD). É ex-prefeito da cidade de Santa Helena de Goiás, ex-vice-governador e ex-governador do estado de Goiás. Foi deputado federal por Goiás (2019/2023). É formado em medicina pela Universidade Federal de Uberlândia (UFU). 
É marido da ex-deputada estadual Raquel Rodrigues, e pai do médico e atual prefeito de Santa Helena, João Alberto Rodrigues.

## Biografia
Alcides Rodrigues Filho nasceu em Santa Helena de Goiás, no dia 8 de outubro de 1950, filho de Alcides Rodrigues da Silva e Maria Sebastiana Silva, conhecida como Dona Guri e tem como irmãos José Carlos Silva e Márcio Rodrigues.
Fez os estudos básicos na cidade natal, primário na Escola Adventista do Sétimo Dia e ginasial no Colégio Estadual. Fez o segundo grau na capital goiana, no Colégio Lyceu de Goiânia e no Colégio Universitário, então vinculado à UFG.

### Medicina
Cursou medicina na Universidade Federal de Uberlândia (MG). Militou na política estudantil e fez residência médica no Hospital Geral de Bonsucesso, no Rio de Janeiro, especializando-se em ginecologia e obstetrícia, depois de trabalhar como médico da Força Aérea Brasileira, no Distrito Federal.
Em Brasília, atuou também no Hospital Distrital (L2 Sul). Fez pós-graduação em medicina do trabalho. Clinicou em Santa Helena e em outros municípios do sudoeste goiano.

## Carreira política
Foi um dos organizadores do Partido Democrata Cristão (PDC) no Estado, que originaria o atual Progressistas (PP). Foi eleito deputado estadual pelo PDC em 1990, integrando a bancada oposicionista na Assembléia Legislativa de Goiás. Foi eleito prefeito de Santa Helena de Goiás em 1992, cumprindo o mandato de 1993 a 1997. Em 1998, como vice, formou chapa com Marconi Perillo para disputar o governo de Goiás. 

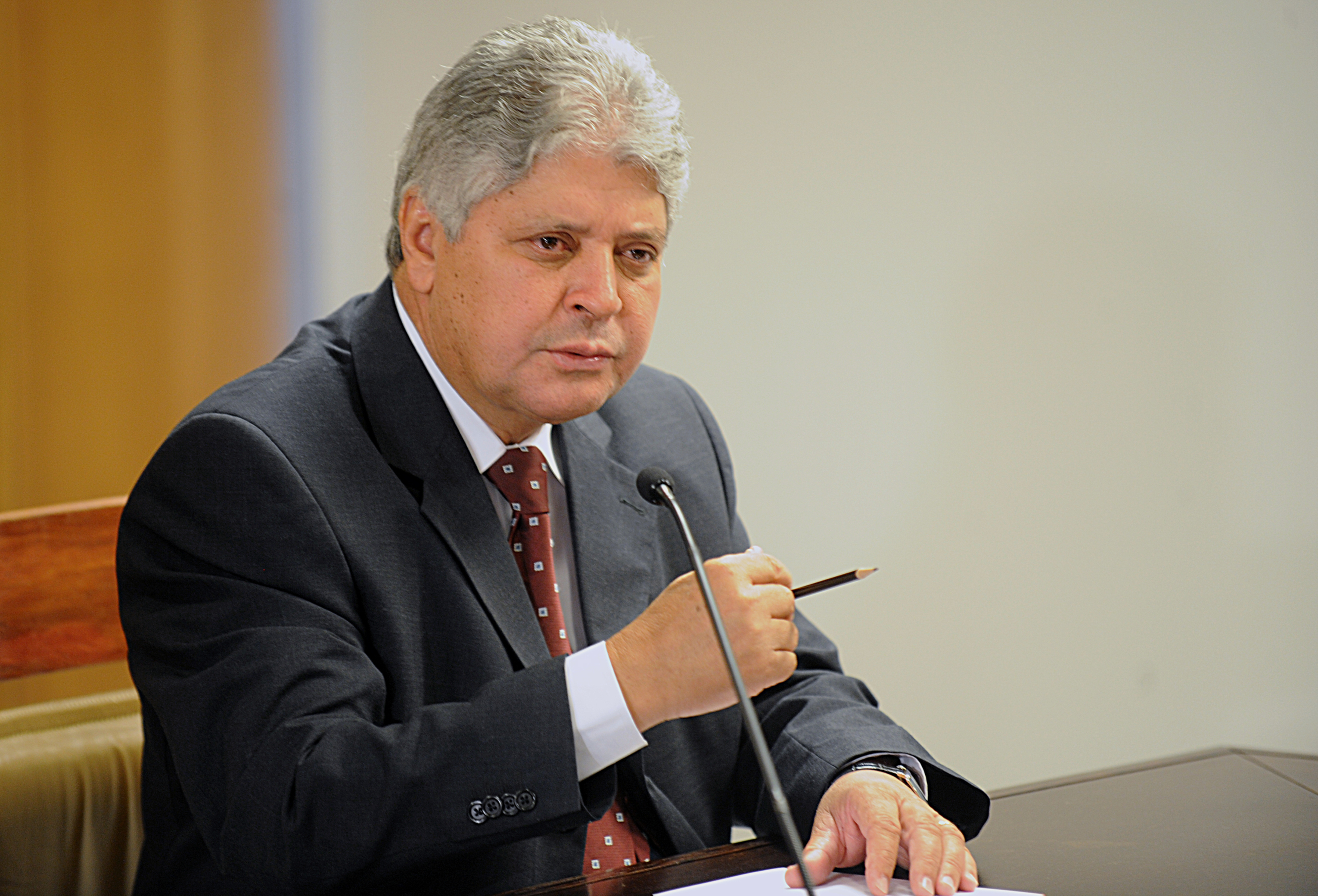
Alcides Rodrigues durante reunião no Palácio do Planalto enquanto era governador de Goiás

Ganharam a eleição e assumiram em 01 de janeiro de 1999. Alcides Rodrigues ocupou também a Secretaria de Estadual de Meio Ambiente, dos Recursos Hídricos e da Habitação, pasta criada no novo governo.
Em 2002, a chapa Alcides Rodrigues-Marconi Perillo disputou com sucesso a reeleição, assumindo em 1 de janeiro de 2003. Neste segundo mandato, Alcides foi nomeado pelo governador como interventor em Anápolis, normalizando, em cerca de 100 dias, a grave situação político-institucional da cidade.
Em 31 de março de 2006, Alcides Rodrigues assumiu o governo do Estado, com o afastamento do governador Marconi Perillo para disputar o Senado. Alcides foi escolhido pelos partidos coligados para disputar a reeleição, venceu a disputa no primeiro turno e confirmou a vitória no segundo turno, com 1.508.024 votos (57,14%).
Em 1 de janeiro de 2007, Alcides Rodrigues – com o ex-prefeito de Aparecida de Goiânia, Ademir Meneses, como vice – foi empossado governador, em solenidade na Assembleia Legislativa, para mandato até 1 de janeiro de 2011.

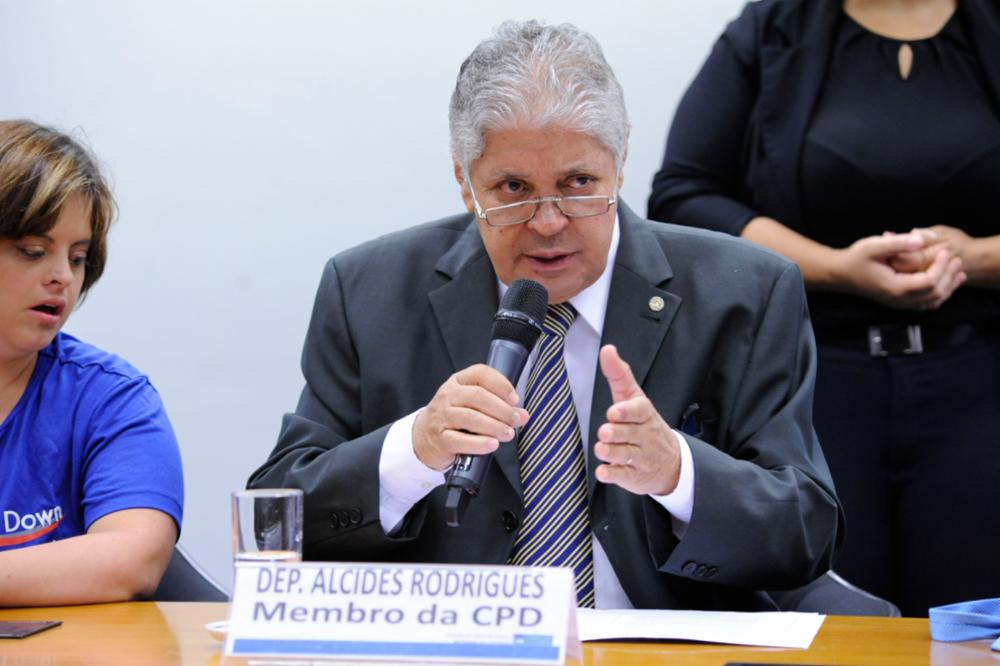
Deputado Alcides Rodrigues (PATRI-GO) na Comissão de Defesa dos Direitos das Pessoas com Deficiência (CPD).

Em 2018, foi eleito deputado federal pelo PRP, com 64.941 votos, o equivalente a 2,14% dos votos válidos, iniciando o mandato em 1 de fevereiro de 2019 e encerrando em 1 de fevereiro de 2023.